# Shannon (Mississipi)
Shannon és una població dels Estats Units a l'estat de Mississipi. Segons el cens del 2000 tenia 1.657 habitants.

## Demografia
Segons el cens del 2000, Shannon tenia 1.657 habitants, 632 habitatges, i 437 famílies. La densitat de població era de 155,7 habitants per km².
Dels 632 habitatges en un 40,2% hi vivien nens de menys de 18 anys, en un 38,4% hi vivien parelles casades, en un 23,7% dones solteres, i en un 30,7% no eren unitats familiars. En el 27,1% dels habitatges hi vivien persones soles el 7,9% de les quals corresponia a persones de 65 anys o més que vivien soles. El nombre mitjà de persones vivint en cada habitatge era de 2,62 i el nombre mitjà de persones que vivien en cada família era de 3,18.
Per edats la població es repartia de la següent manera: un 32% tenia menys de 18 anys, un 10,6% entre 18 i 24, un 29,5% entre 25 i 44, un 19,1% de 45 a 60 i un 8,8% 65 anys o més.
L'edat mediana era de 29 anys. Per cada 100 dones de 18 o més anys hi havia 91,3 homes.
La renda mediana per habitatge era de 29.773 $ i la renda mediana per família de 30.848 $. Els homes tenien una renda mediana de 25.313 $ mentre que les dones 20.149 $. La renda per capita de la població era de 13.592 $. Entorn del 16,3% de les famílies i el 18,4% de la població estaven per davall del llindar de pobresa.

## Poblacions més properes
El següent diagrama mostra les poblacions més properes.